# آیتنی (قمر)
آیتنی (به انگلیسی: Aitne)، (یونانی: Αίτνη) که با نام ژوپیتر XXXI هم خوانده می‌شود، از قمرهای سیاره مشتری است. این قمر در سال۲۰۰۱ توسط تیمی از ستاره شناسان دانشگاه هاوایی به رهبری اسکات اس.شپرد و همکارانش کشف شد؛ و با نام موقت اس/۲۰۰۱ جی ۱۱ نامگذاری شد.
آیتنی حدود۳ کیلومتر قطر دارد. متوسط مدارش ۲۲٬۲۸۵ مگامتر است و دوره آن ۶۷۹٫۶۴۱ روز بوده و انحراف آن ۱۶۶ درجه نسبت به دائرةالبروج و (۱۶۴ درجه نسبت به استوای مشتری) است. حرکت این قمر رجوعی و خروج از مرکز مدار آن ۰٫۳۹۳ است.
در ماه اوت ۲۰۰۳ به نام آیتنا یا آیتنی که تجسم الهی کوه اتنا است و پسرانش از زئوس ژوپیتر پلیسی (خدایان اساطیری) هستند، خدایان دوقلوی سیسیلی آب‌فشان (نویسندگان دیگر آنها را تا نسل تایلا یا هفائستوس پایین آورده‌اند) نامیده شد.
این قمر به گروه کارمه تعلق دارد که قمرهای نامنظمی دارد که با حرکت مخالف گرد و فاصله بین ۲۳ و ۲۴ گیگا متر وانحراف ۱۶۵درجه بدور مشتری می‌چرخند.